# Toni Turek
Anton „Toni“ Turek (* 18. ledna 1919, Duisburg – 11. května 1984, Neuss) byl německý fotbalový brankář, vítěz mistrovství světa v roce 1954.
Už jako sedmnáctiletý brankář TuS Duisburg 48/99 zaujal reprezentačního trenéra Seppa Herbergera, který ho zařadil do širší nominace. Turkovu slibnou kariéru však přerušila 2. světová válka, v níž byl zraněn a později upadl do zajetí. V roce 1950 přestoupil do Fortuny Düsseldorf, která hrála Oberligu West, v reprezentaci debutoval až v jednatřiceti letech, což byl rekord, který překonal až Roman Weidenfeller. Nastoupil do dvaceti mezistátních utkání, na MS 1954 odchytal všechny zápasy, ve finále proti favorizované maďarské zlaté jedenáctce si připsal třináct zákroků; poté, co za stavu 2:2 zlikvidoval vyloženou šanci Zoltána Czibora, pronesl komentátor Herbert Zimmermann památná slova: Toni, jsi fotbalový bůh, nemůžeme tě vyvážit ani zlatem! Němci nakonec vyhráli, když rozhodující gól vstřelil Helmut Rahn; po návratu do Düsseldorfu Turka vítalo sto tisíc lidí.
Po ukončení kariéry pracoval jako úředník düsseldorfského dopravního podniku. Roku 2006 bylo po něm v Düsseldorfu pojmenováno náměstí, v den šedesátého výročí bernského finále jezdila ulicemi města tramvaj s Turkovou sochou. Ve filmu režiséra Sönke Wortmanna Zázrak v Bernu hrál Toniho Turka Jo Stock.